# Gyula (distrikt)
Gyula är ett distrikt i Ungern. Det ligger i provinsen Békés, i den östra delen av landet, 190 km sydost om huvudstaden Budapest.